# Религия в Турции

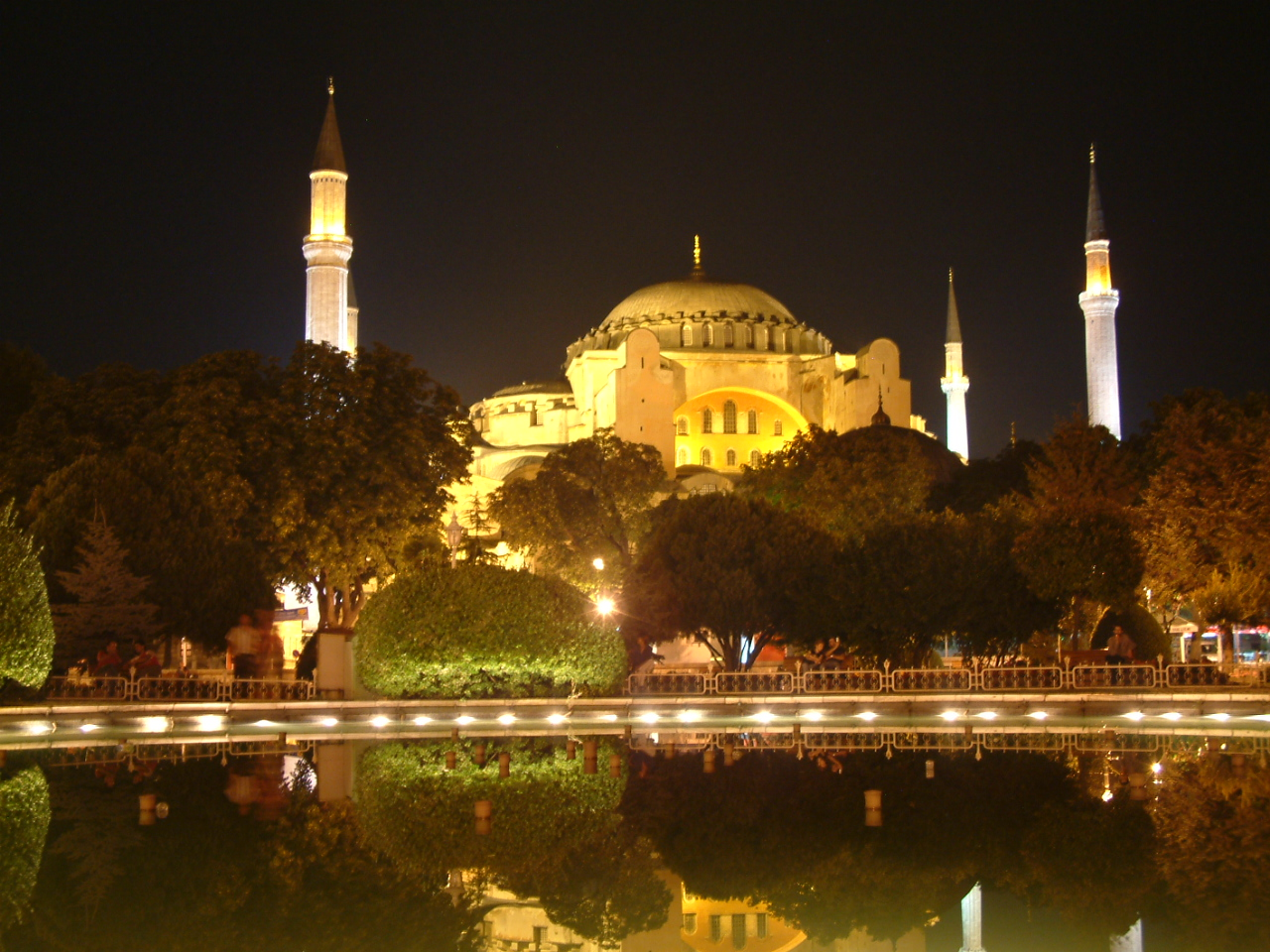
Айя-София, освещённая в ночное время

В Турции религия законодательно отделена от государства и свобода вероисповедания гарантирована каждому жителю страны.
| Религия в Турции | Религия в Турции | Религия в Турции | Религия в Турции | Религия в Турции |
| Религия          |                  |                  | Процент          |                  |
| ---------------- | ---------------- | ---------------- | ---------------- | ---------------- |
| Ислам            |                  |                  | 96.1 %           |                  |
| Агностицизм      |                  |                  | 2.3 %            |                  |
| Атеизм           |                  |                  | 0.9 %            |                  |
| Христианство     |                  |                  | 0.6 %            |                  |
| Другие           |                  |                  | 0.1 %            |                  |

Турция является второй (после Азербайджана) в мире страной, где мусульманская религия была отделена от государства. Это произошло в 1928 году, и благодаря реформам Кемаля Ататюрка в Конституцию был внесён принцип светскости. После государственного переворота 1980 года была принята стратегия «турецкого исламского синтеза», когда власть стала больше опираться на религиозные институты.

## Ислам
Большинство населения страны исповедует ислам суннитского типа. Действует большое количество мечетей — 84 657.
С приходом в 2002 году «Партии справедливости и развития» в стране значительно возросла исламизация, которая продолжается с 1970-х годов. Однако согласно турецкому исследованию на тему «Социальная структура и религия в Турции», проведённому в 2008—2011 годах, только 10 % хотят жить по шариату, 80 % относятся к этому отрицательно, 10 % затруднились с ответом.

## Христианство
До геноцида армян, греков и ассирийцев в Турции за Константинопольским патриархатом числилось 2549 религиозных участков, включая больше чем 200 монастырей и 1600 церквей. Большое количество памятников архитектуры были разрушены или преобразованы в мечети и караван-сараи уже после изгнания понтийцев и армян с земель, на которых они проживали более 2,5 тыс. лет. Только в 1960-х годах учёные подняли вопрос регистрации и спасения памятников духовного наследия. В 1974 году учёные идентифицировали находящихся в различном состоянии 913 оставшихся православных церквей и монастырей в Турции. Более половины зданий из этих памятников не сохранились до наших дней, из тех, что остались, 252 были разрушены, и только 197 находятся в более-менее пригодном состоянии
В Турции зарегистрирована 321 община различных христианских церквей. Христианские общины включают 90 приходов Константинопольского патриархата православных греков (75 — в Стамбуле, 8 — на о. Гёкчеада, 6 — в иле Хатай, 1 — на о. Бозджаада), 55 общин армяно-григорианских (45 — в Стамбуле, 7 — в г. Хатае и по 1 — в гг. Мардин, Диярбакыр, Кайсери), 60 общин ассирийцев-несториан, православных болгар, арабов и армян-католиков, 52 общины различных протестантских направлений.
На 2012 год в Турции насчитывалось около 2204 Свидетелей Иеговы, объединённых в 28 собраний. Вечерю Воспоминания посещали 4102 человека.
Православная церковь, как и другие религии, имеет равноправный статус. В Турции находится духовный и административный центр первой по чести поместной православной церкви — Константинопольского патриархата, резиденция предстоятеля которой — Вселенского Патриарха — расположена в Стамбуле. Патриархату подчиняются многие православные приходы Турции и некоторых соседних стран.

## Иудаизм
В Турции зарегистрировано 16 иудейских синагог, все кроме одной — сефардские.
Всего еврейская община Турции насчитывает около 18 тысяч человек (по другим данным — 26 000), большинство из них проживают в Стамбуле.

## Езиды
Езидские деревни представлены на юго-востоке страны: в илах Мардин, Сиирт, Шанлыурфа и Диярбакыр.